# Grško gledališče v Sirakuzah
Grško gledališče v Sirakuzah stoji na južnih pobočjih hriba Temenite s pogledom na sodobno mesto Sirakuze na jugovzhodu Sicilije. Prvotno je bilo zgrajeno v 5. stoletju pred našim štetjem, obnovljeno v 3. stoletju pred našim štetjem in ponovno obnovljeno v rimskem obdobju. Danes je del Unescove svetovne dediščine.
Kljub zapuščeni državi ostaja eden najlepših krajev na svetu, ki ponuja najveličastnejši in najslikovitejši pogled. — Vivant Denon, Voyage en Sicile, 1788

## Antično gledališče
Obstoj gledališča v Sirakuzah je konec 5. stoletja pred našim štetjem potrdil pisec mimičnih iger Sofron, ki je imenoval arhitekta Demokopa z vzdevkom Myrilla, ker je ob slovesnem odprtju uporabljal močen parfum mire. Ni pa bilo dokazano, da se odlomek nanaša na ta spomenik, nekateri mislijo, da se nanaša na drugo gledališče na drugem kraju. Gotovo je, da je bilo v zgodnjem klasičnem obdobju v Sirakuzah gledališče in v njem se igrali igre dramatikov, kot so Epiharm s Kosa, Formis in Dejnoloh. V Sirakuzah je Ajshil uprizoril tragedijo Ajtna (napisana je bila za praznovanje ponovne ustanovitve Catanie z imenom Ajtna ali mesta z imenom Ajtna, v katerem so catanski izgnanci po uničenju halkidijske Katane poiskali zavetje Hierona I.), verjetno leta 456 pr. n. št. Tudi Ajshilovi Perzijci (Peržani), uprizorjeni že v Atenah leta 472 pr. n. št., so bili verjetno uprizorjeni tudi v Sirakuzah. Zadnje delo je ohranjeno do danes, medtem ko je prvo izgubljeno. Konec 5. ali v začetku 4. četrtletja so verjetno igrali igre Dionizija starejšega ter dramatikov, ki so jih gostili na dvoru, kot je Antifon.
Po mnenju Polacca v tem obdobju gledališče še ni imelo polkrožne oblike, ki je postala kanonična v 3. stoletju, ampak je bilo narejeno na ravnih brežinah s sedeži, razporejenimi kot trapezoid. Diodor Sicilski omenja prihod Dionizija v Sirakuze leta 406 pr. n. št., ko so ljudje zapuščali gledališče. Plutarh omenja pobeg jeznega bika na skupščini državljanov leta 355 pr. n. št. in prihod Timoleonta v kočiji leta 336, ko so se ljudje tu srečevali, kar dokazuje pomembnost te stavbe v javnem življenju.

## Helenistično gledališče
Zdi se, da je bilo gledališče v 3. stoletju, po 238 pr. n. št., obnovljeno, vsekakor pa pred smrtjo Hierona II. leta 215 pr. n. št., ko je dobilo današnjo obliko. Struktura gledališča je bila razširjena ob upoštevanju oblike temenitskega hriba in najboljših možnosti za akustiko. Druga značilnost grških gledališč je panoramski pogled, ki ga ima tudi gledališče v Sirakuzah, saj ponuja razgled na zaliv pristanišča in otok Ortigia.
Sedeži za gledalce, avditorij (cavea) je imel premer 138,6 metra, bil je eden največjih v grškem svetu, prvotno je imel 67 vrst sedežev, večinoma vklesanih v živo skalo in razdeljenih na devet sektorjev (cunei) z dostopom po stopnicah. Pot (diazoma) teče okoli gledališča, na pol poti se deli v dva dela. Na stenah so za vsak sektor napisi imen božanstev (Olimpski Zevs, Heraklej, ...) in članov kraljeve družine (Hieron II., njegova žena Filistida, njegova snaha Nereide, hči Piro in njegov sin Gelon II.), kar je opogumilo nekatere avtorje, da razmislijo o dragocenem napisu za gradnjo ali obnovo spomenika. Zgornji del sedežev, ki je zdaj uničen, je bil zgrajen na vrhu nasipa, ki ga je držala zadrževalna stena. Na osrednji osi avditorija je bila v kamen vrezana ploščad, morda so tam sedeli posebej pomembni ljudje.
Orkestra je bila prvotno omejena s širokim kanalom (euripos), s prostorom na zunanji strani pred začetkom stopnic, kjer so vstopili gledalci.
Zgradba skene je v celoti uničena, zdaj so vidni le temelji. Ti pripadajo več fazam in jih je težko razložiti. Del, izkopan pod orkestro, dostopen po stopnišču z odra in se konča v majhni sobi, je verjetno pripadal Hieronu II.: hipotetično so to Haronove stopnice, kar je igralcem omogočilo nenaden vstop in izhod. Tudi jarek za sprednjo zaveso verjetno pripada tej fazi (v antičnih gledališčih se ni spustila od zgoraj, ampak so jo dvignili od spodaj). Del, na katerem so stali stebri in pilastri, so verjetno ostanki majhnega premičnega odra za burke ali farse (flijaks). Kip kariatid, ki je zdaj shranjen v regionalnem arheološkem muzeju Paola Orsija v Sirakuzah in je bil izkopan in odkrit v gledališču, je verjetno del gledališke dekoracije.
Nad gledališčem je terasa, izklesana v skali, dostopna prek osrednjega stopnišča in z vdolbeno potjo, znana kot ulica grobnic (via dei sepolcri). Prvotno je bil na terasi velik portik na levi. V središču temeljnega zidu je bila jama nimfej (grotta del ninfeo), izkopana v skalo, obkrožena z nišami, v katerih so verjetno bili kipi in so bile prvotno verjetno obkrožene z arhitekturnimi elementi dorskega sloga (od katerih so ohranjeni le deli friza) . V prostoru (9,35 x 6,35 m, 4,75 m visokem) je bila banja iz opus signinum (gradbeni material, ki se je uporabljal v antičnem Rimu, izdelana je iz ploščic, zdrobljenih na zelo majhne koščke, pomešane z malto, ki so jih potlačili), v katero je tekla voda iz antičnega grškega akvadukta. Od tod je voda tekla v hidravlični sistem gledališča. To je kot svetišče Muz, sedež družbe igralcev. Glede na nepodpisano delo Življenje Evripida je Dionizij poklonil predmete, ki so pripadali tragičnemu pesniku Evripidu in jih je dobil v Grčiji, temu svetišču.

## Rimsko gledališče
Pomembne spremembe v gledališču so bile narejene, ko je bila v zgodnjem Avgustovem obdobju ustanovljena kolonija. Avditorij je bil spremenjen v polkrožno obliko, značilno za rimsko gledališče, namesto v podkev kot v grških gledališčih, dodani so bili hodniki, ki so omogočali dostop do skene (parod). Zgradba skene je bila rekonstruirana v monumentalni obliki s pravokotnimi nišami na sredini in dvema nišama s polkrožnim tlorisom na straneh z vrati na prizorišče. Za zaveso je bil izkopan nov jarek s kontrolno sobo. V orkestri je bil zasut stari kanal in nadomeščen z novim, precej trdnejšim kanalom, ki je bil bližje stopniščem avditorija, širine od 16 m do 21,4 m. Okrasitev skene je bila verjetno prenovljena v obdobju Flavijcev in/ali med vladanjem rodbine Antoninov.
V poznem cesarskem obdobju so bile narejene še druge spremembe, namenjene prilagajanju orkestre za vodne igre, skena pa je bila verjetno premaknjena nazaj. Sledila naj bi prilagoditev, ki bi gledališču omogočala gladiatorske bitke in spektakle z živalmi z odstranitvijo prvih stopnic jame, da bi ustvarili dvignjeno steno, ki bi ščitila gledalce. Namesto tega so te spektakle od Avgustovega obdobja dalje verjetno še naprej uprizarjali v amfiteatru v Sirakuzah.
Napis, ki je zdaj izgubljen, je omenjal Neratiusa Palmatusa kot odgovornega za prenovo skene: če bi bila to ista oseba, ki je v Rimu restavrirala kurijo po plenjenju Rima leta 410, potem je mogoče končna dela na gledališču v Sirakuzah datirati v začetek 5. stoletja, ko je bila zgradba stara skoraj 900 let.

## Kasnejša zgodovina
Ostanke, ki so bili zapuščeni že več stoletij in so bili pod nadzorom Špancev pod Karlom V., so kot kamnite bloke uporabljali za gradnjo novih utrdb na otoku Ortigia. S tem so uničili skeno in zgornje dele tribun. V drugi polovici 16. stoletja je markiz iz Sortina Pietro Gaetani ponovno aktiviral antični akvadukt, ki je dovajal vodo na vrh gledališča, kar je omogočilo nastanek več vodnih mlinov, od katerih je bila ohranjena mlinarjeva koča (casetta dei mugnai) na vrhu.
Ob koncu 18. stoletja se je zanimanje za gledališče obnovilo in omenjali so ga razni posamezniki (Arezzo, Fazello, Mirabella, Bonanni), humanisti in znani popotniki in slikarji (d'Orville, von Riedesel , Jean-Claude Richard, Houel, Denon , itd.). V naslednjem stoletju so potekala izkopavanja, zahvaljujoč Landolinu in Cavallariju, ki sta se ukvarjala z odstranjevanjem umazanije, ki je nastala na vrhu spomenika. Kasneje so arheološke preiskave opravili Paolo Orsi in drugi arheologi, leta 1988 jih je končal Voza.
Leta 1914 je Državni inštitut za antično dramo (Istituto Nazionale del Dramma Antico, INDA) začel v starodavnem gledališču letno predvajati grške drame (prva je bila Ajshilova tragedija Agamemnon, ki jo je režiral Ettore Romagnoli). Starogrške tragedije uprizarjajo ob sončnem zahodu v italijanščini (s prevodi slavnih pisateljev, kot je Salvatore Quasimodo) brez ozvočenja zaradi kakovosti gledališke akustike. Vsaka gledališka sezona se začne maja in se konča julija, tako da pritegne tisoče gledalcev z vsega sveta. Nekatere najbolj slavne uprizorjene tragedije so Antigona, Kralj Ojdip, Elektra, Medeja in Bakhantke. Poleg tega so bili v gledališču tudi  koncerti in uradne podelitve Vittorinijevih nagrad, toda zaradi konservatorskih razlogov so take prireditve močno omejene.
Od leta 2010 je gledališče eden od spomenikov arheološkega parka v Sirakuzah in arheološkega območja okoliških občin, organa sicilske regije, odbora za kulturno dediščino in identiteto Sicilije (Assessorato de Beni Culturali e dell'Identità Siciliana). Leta 2014 je odbor dovolil uporabo gledališča za poletne dogodke, kot so glasba, petje in plesne predstave.